# 愛宕山遊園地
愛宕山遊園地（あたごやまゆうえんち）は、京都市右京区にかつて存在した遊園地である。

## 概要
愛宕山鉄道鋼索線の開業に合わせて、愛宕山内に1929年にオープン。当時は、地上の楽園として有名だった。
園内には、愛宕山ホテルと飛行塔などがあった。飛行塔は、愛宕山ホテルの西側にある、愛宕遊園の目玉アトラクションで、京都市内などを一望できたということで有名だった。
しかし、世界恐慌の影響で経営が悪化したため、1944年2月11日に愛宕山鉄道廃止とともにこの遊園地も閉鎖された。